# C/2002 E2 Snyder-Murakami
La Cometa Snyder-Murakami, formalmente indicata come C/2002 E2 (Snyder-Murakami), è una cometa non periodica scoperta l'11 marzo 2002 dall'astrofilo statunitense Douglas Snyder osservando da Palominas, Arizona (USA) e dall'astrofilo giapponese Shigeki Murakami osservando da Matsunoyama (Giappone).
La cometa percorre un'orbita iperbolica caratterizzata da un'elevata inclinazione che la rende quasi perpendicolare al piano dell'eclittica. La minima distanza tra l'orbita della cometa e quella della Terra (MOID) è stata calcolata in 0,460903 UA. Tuttavia la cometa non ha mai raggiunto una distanza inferiore a 1,3 UA dal nostro pianeta nel suo transito nel Sistema solare interno del 2001-2002.